# Caccia all'oro
Caccia all'oro (The Wacky Wabbit) è un cortometraggio della serie Looney Tunes uscito nel 1942 diretto da Bob Clampett. Il corto ha come protagonisti Bugs Bunny e Taddeo, doppiati rispettivamente da Mel Blanc e Arthur Q. Bryan. In Italia, dal 1998, il corto è noto anche col titolo La febbre dell'oro.
Il corto fu distribuito nei cinema italiani dalla Dear Film il 13 agosto 1963 all'interno del programma Bunny, coniglio dal fiero cipiglio, in lingua originale con sottotitoli in italiano.

## Trama
Taddeo si trova in un deserto, dove cerca l'oro per la vittoria degli Alleati della seconda guerra mondiale. Qui incontra Bugs Bunny, che inizia a fargli dei dispetti, prima facendo esplodere della dinamite e poi portandolo a credere di aver scoperto dell'oro. Taddeo cerca di vendicarsi, ma cade in una trappola e finisce sottoterra. Furioso, Taddeo si accorge che Bugs ha un dente d'oro e lo aggredisce per impadronirsene; dopo una rissa, il cacciatore mostra orgoglioso l'oro recuperato; quando sia lui che Bugs sorridono, tuttavia, si scopre che il dente d'oro di quest'ultimo è intatto al suo posto, mentre a Taddeo ne manca uno: quello che ha recuperato è il suo stesso dente d'oro.